# الوميض الأزرق
الوميض الأزرق هو أنمي خيالي من آخر أعمال أوسامو تيزوكا قبل وفاته. يتحدث المسلسل عن هاروهيكو شيكى الطفل الجبان الذي يختطف والده كاتب القصص من قبل امبراطور شرير وكيف يسعى في ايجاده عبر مغامرات خيالية ويساعده في ذللك مخلوق رعدي أزرق "بلينك"
عرض الأنمي في العالم العربي لأول مرة عام 1993 بدبلجة أستوديو تنوير جوزيف سمعان.
المسلسل رحلة ملحمية عبر أماكن مختلفة من أجمل جنان الأرض إلى أشد الصحراء قفرا ومن البلاد واحدة تلو الأخرى إلى المناطق المهجورة ومن الالفة والصحبة إلى منتهى الضياع في دراما لا تنتهى لاكساب البطل الشجاعة وحب المغامرة والخيال.

## القصة
في أثناء عاصفة رعدية يسقط على الطفل (كاكيرو شيكي) شهاب ازرق من السماء يكتشف فيما بعد أنه كائن رعدي مخلوق على هيئة حصان طائر (بلينك). يتعرض والد (كاكيرو) حينئذ للاختطاف من قبل الإمبراطور الشرير (جروس) فيطلب الصبي من الكائن الرعدي (بلينك)أن يساعده بالبحث عنه. و تحملهم رحلتهم الطويلة إلى مدن ومناطق خيالية ويتعرفون على غرباء يصبحون فيما بعد اصدقائهم المخلصين قبل النهاية المفاجئة.

## الدبلجة العربية
دبلج الأنمي كاملا للغة العربية في أستوديو تنوير جوزيف سمعان في سوريا وعرض لأول مرة بالعربية في 1993 على تلفزيون الكويت. تم دبلجة أغنية البداية بصوت شدى النهار، مع ترك أغنية النهاية الأصلية بدون كلمات. و تم الحفاظ على نفس لقطات الشارات عدا العنوان الياباني.
لكن تم عمل نسخة تلفزيونية ثانية أحدث هي الأكثر تداولا عوضت أغنية النهاية وأغنية البداية بشارة واحدة للإثنين مختلفة الرسوم، مع ترك نفس أغنية المقدمة لكن مع خفض صوت الخلفية لحجب صوت المغنية اليابانية الذي مازال ظاهرا في النسخة القديمة (لكن لم يحذف كليا في الشارة الجديدة).
- ترجمة: حسام الأعسر، فادي الحموي، خالد جمالو
- مراجعة لغوية: خالد شعبو
- أداء صوتي: فاطمة سعد (بلينك)، أمل حويجة (كاكيرو)، موفق الأحمد، أيمن السالك، أنجي اليوسف، بثينة شيا، محمد فلفلة، توفيق العشا.
- مونتاج: خالد دهني
- هندسة: حسن علي
- اشراف فني: مناع حجازي

## اللعبة

غلاف اللعبة الياباني.

صدر للمسلسل لعبة على عدة أجهزة ألعاب منها نيتندو

## روابط خارجية
- الوميض الأزرق على موقع IMDb (الإنجليزية)
- الوميض الأزرق على موقع كينوبويسك (الروسية)
- الوميض الأزرق على موقع ألو سيني (الفرنسية)
- الوميض الأزرق على موقع قاعدة بيانات الفيلم (الإنجليزية)
- الوميض الأزرق على موقع ANN anime (الإنجليزية)